# Abbaye Saint-Jean de Sorde
Pour les articles homonymes, voir Abbaye Saint-Jean.
L'abbaye Saint-Jean de Sorde est située dans la commune de Sorde-l'Abbaye, dans le département français des Landes. Il s'agit d'une ancienne abbaye bénédictine fondée au moins au Xe siècle (acte de donation daté de 975), dépendant du diocèse de Dax, et classée monument historique le 31 janvier 2008. Les abords de l'abbaye sont inscrits comme site naturel  par arrêté ministériel du 22 octobre 1942 afin de protéger sa façade sud, la digue et les bras du gave. Elle est inscrite sur la Liste du patrimoine mondial de l'UNESCO en 1998, au titre des Chemins de Saint-Jacques-de-Compostelle en France.

## Présentation
Le village de Sorde a conservé son abbaye du Xe siècle, entourée de remparts et son urbanisme issu de l’ancienne bastide. En 1290, le paréage conclu entre l’abbé de Sorde et Eustache de Beaumarché, sénéchal du Toulousain, a mis la ville et ses appartenances, menacées par le roi d’Angleterre, sous la protection du roi de France. L’abbaye est alors entourée de remparts. De cette époque, il reste quelques rares maisons. L’abside et les deux absidioles de l’église remontent au XIIe siècle et la tour-clocher au Xe siècle.

## Historique
Près du confluent des gaves de Pau et d’Oloron, le site est idéal, avec de riches terres alluviales et des saumons en abondance. Les Gallo-romains y installent une superbe villa, sur laquelle les moines bénédictins du Moyen Âge édifient leur monastère. C'est une étape importante pour les pèlerins de Saint-Jacques-de-Compostelle, sur la via Turonensis, en partance de Paris.

### Vestiges romains
Le territoire est traversé par une ancienne voie de circulation nord-sud, devenue à l’époque gallo-romaine la voie de Bordeaux à Astorga (Province de León, en Espagne) et, au Moyen Âge, celle du pèlerinage. Cela explique son occupation quasi permanente depuis la Préhistoire.
Dès la fin du XIXe siècle, on connaît la présence d’une villa gallo-romaine sur l’emplacement de la future abbaye. La découverte d’une mosaïque en 1957, dans la cour de la maison de l’abbé, déclenche des campagnes de fouille. De 1958 à 1966, l’archéologue J. Lauffay découvre le vaste établissement des IIIe et IVe siècles, qui a partiellement subsisté jusqu’au Moyen Âge et dont les bases ont servi à la construction du logis abbatial du XVIe siècle. Les fouilles mettent au jour, dans le sous-sol de ce logis, de magnifiques thermes romains avec caldarium (bains chauds), tepidarium (bain tiède) et frigidarium (bain froid), chauffés par hypocauste (canalisation d’air chaud en sous-sol) et pavés de mosaïques. On découvre également les vestiges d’un atrium (patio) bordé de quatre galeries desservant des pièces d’habitation. Le reste de la villa se poursuit sous les bâtiments conventuels et l’église non encore fouillée. Mais cela permet d’expliquer quelques irrégularités du plan de l’abbaye, entre autres le désaxement du bras nord et transept, gêné par les vestiges de l’édifice gallo-romain. Une seconde villa existe à l’est du bourg, à Barat-de-Vin.

### L’abbaye
Le premier document fiable attestant de l’existence de l’abbaye de Sorde est une charte de donation de 975, mais la Gallia Christiana ne donne la liste des abbés qu’à partir de 1060. L’abbaye est prospère pendant le Moyen Âge. Havre de paix entre deux traversées périlleuses des gaves, elle reçoit les jacquets. Dans le guide du pèlerin vers 1139, Aimery Picaud recommande la méfiance envers les passeurs : « En effet, quoique ces fleuves soient tout à la fois étroits, ces gens ont cependant coutume d’exiger de chaque homme (…), pauvre ou riche (…), une pièce de monnaie et pour un cheval (…), quatre. Or, leur bateau est petit, fait d’un seul tronc d’arbre, pouvant à peine porter les chevaux (…). Tu feras bien de tenir ton cheval par la bride, derrière toi, dans l’eau (…) et de ne t’embarquer qu’avec peu de passagers, car si le bateau est trop chargé, il chavire aussitôt ».
À chaque naufrage, les bateliers dépouillent les noyés. Plus tard, cette situation s’assainit. En 1289, un pont à péage vient en complément. Ensuite, l’abbaye subit de nombreuses destructions, notamment en 1523, par les Espagnols du comte d’Orange, puis en 1569-70, par les troupes de Montgommery (voir : Guerres de Religion dans les Landes).
L’abbaye est restaurée par la congrégation de Saint-Maur au XVIIe siècle et perdure jusqu’à la Révolution qui la ruine définitivement.

## Vie de l’abbaye

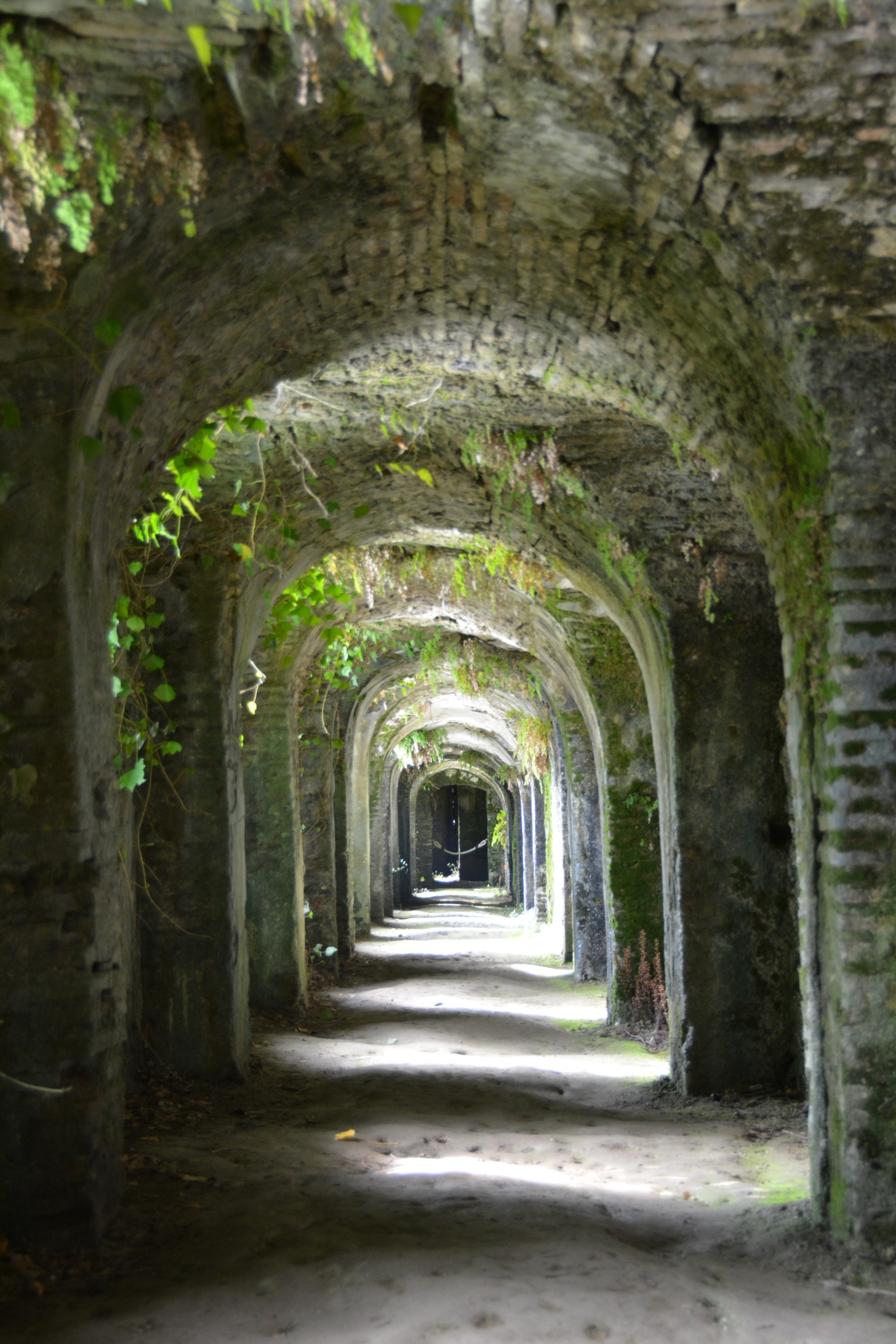
Cryptoportique de l'abbaye Saint-Jean de Sorde.

Ruines majestueuses, fleuries par les rosiers anciens, la glycine ou des lagerstrœmies, les vestiges des bâtiments conventuels sont de la fin du XVIIe siècle. Ils sont l’œuvre de la congrégation de Saint-Maur, introduite à Sorde en 1665.
La vie des moines est rythmée par les heures de prière, variant selon les saisons climatiques et les liturgies. C’est une vie de labeur, dictée par la règle de saint Benoît. Certains moines ont en charge la gestion de l’important patrimoine de l’abbaye ainsi que les tâches intellectuelles dans la bibliothèque et le scriptorium. Les autres s’occupent des tâches matérielles comme la cuisine, le nettoyage, l’intendance, l’infirmerie, les soins aux pèlerins, les travaux des jardins et des champs qui réunissent tout le monde lors des grandes récoltes.
Avant que l’abbaye ne soit ruinée, le cloître, centre du monastère avec ici seulement trois galeries, est un lieu de méditation et de prière. La salle capitulaire (du chapitre) réunit les moines à l’aube pour la lecture du « chapitre » de la règle, la distribution des tâches et pour « chapitrer » les fautifs.
Le grenier des dîmes sert à entreposer la dîme, c’est-à-dire l’impôt d’un dixième de la récolte, que chacun doit à l’abbaye. Le cryptoportique, situé sous la terrasse surplombant le gave, s’ouvre d’un côté sur la rivière et de l’autre, sur des granges batelières en sous-sol conservant les denrées périssables. L’embarcadère est également en sous-sol et permet aux bateaux de décharger leurs marchandises directement dans les granges. Il s’accompagne d’un vivier pour élever et conserver des poissons pour les vendredis et les jours de jeûne.

## Architecture

### Plan bénédictin
Le plan est en grande partie déterminé par la nécessité liturgique. L’église doit être fonctionnelle. Un vaste chœur et la partie centrale du transept permettent de rassembler toute la communauté : la nef accueille la population et les pèlerins. L’autel est placé dans le chœur. De part et d’autre de l’abside, les absidioles abritent des chapelles. Les bas-côtés et les bras du transept sont disposés de manière à ordonner de déroulement des processions et le cheminement des pèlerins vers les reliques. Le plan est aussi symbolique. En forme de croix, il évoque la mort du Christ et contient une image de l’homme : les bras ployés dans le transept, le chœur au point central, sa tête est orientée à l’est, vers le soleil levant qui dissipe les ténèbres de la nuit.
Ici, les désaxements sont dus sans doute aux vestiges gallo-romains qui ont gêné les constructeurs romans. Quant à l’intérieur de l’église, il a été gravement défiguré par les restaurations mais un mobilier remarquable y est encore conservé. Une grande partie de l’édifice a perdu son aspect roman. Cependant, le chevet, construit en deux étapes, est entièrement de cette période. Quant au portail nord, il est un peu plus tardif, de la fin du XIIe siècle.

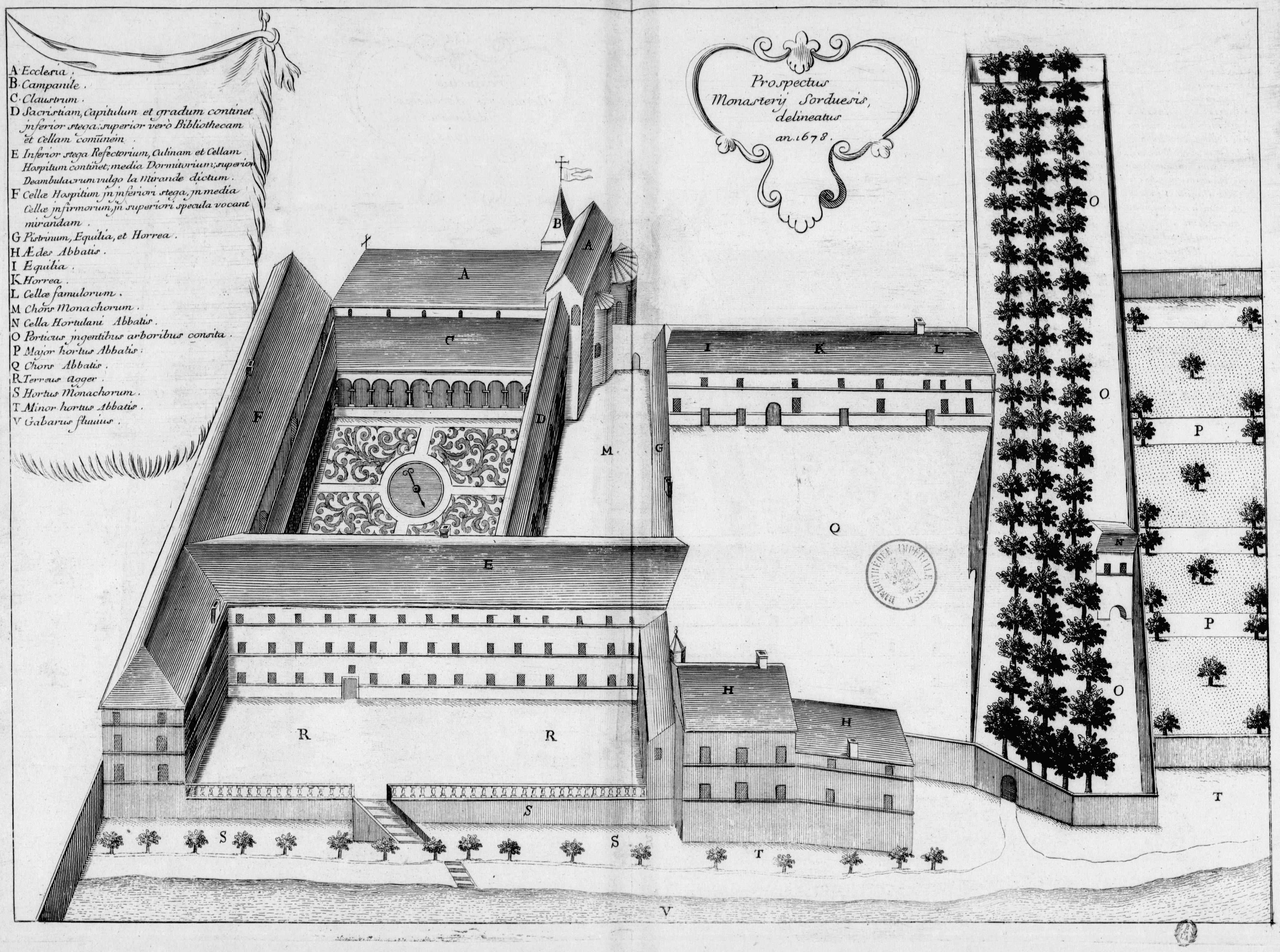
Planche gravée du XVIIe siècle représentant l'abbaye Saint-Jean de Sorde, dans le livre Monasticon Gallicanum.

### Église
L’absidiole sud, datant du XIe siècle, est la partie la plus ancienne de l’église qui est remarquable extérieurement, par son aspect composite — le transept doté au sud d’un pignon gothique a l’allure d’une seconde église, transversale — et par les beaux tons roses des pierres du chevet. À l’intérieur, derrière le maître-autel, se présente une vaste mosaïque du XIe siècle : le décor du panneau central, oiseaux et scènes de chasse, rappelle certains motifs de l’art hispano-arabe du Moyen Âge.
Le maître-autel, de la forme d’un tombeau, date de 1784 et provient de l’atelier des frères Mazzetti. Il est fait de dix sortes de marbres polychromes. L’œuvre est tardive mais très soignée.
La stalle des moines date du dernier quart du XVIIIe siècle. Elle est démembrée au XIXe siècle et dispersée dans l’église.
Un ensemble de trois clôtures basses en fer forgé, datant du dernier quart du XVIIIe siècle, servait de table de communion.
Une crédence (table où l’on pose les objets nécessaires au culte) en fer forgé date de la même époque.
Une statue de la Vierge à l'Enfant en bois date sans doute du XVIIIe siècle mais est recouverte d’une polychromie récente.
La dalle funéraire de l'abbé Vincent de Caste est faite de marbre blanc. En 1679, il affilie l’abbaye à Saint-Maur et rédige peut-être son histoire en 1677.
La chaire à prêcher du XIXe siècle en chêne est de style néo-gothique.
Un sarcophage monolithe sans couvercle et découvert en 1960 lors de fouilles se présente devant le portail septentrional.
La sacristie présente un mobilier en chêne datant du dernier quart du XVIIIe siècle : meubles fixes, porte, cheminée, réunis entre eux par un haut lambris.

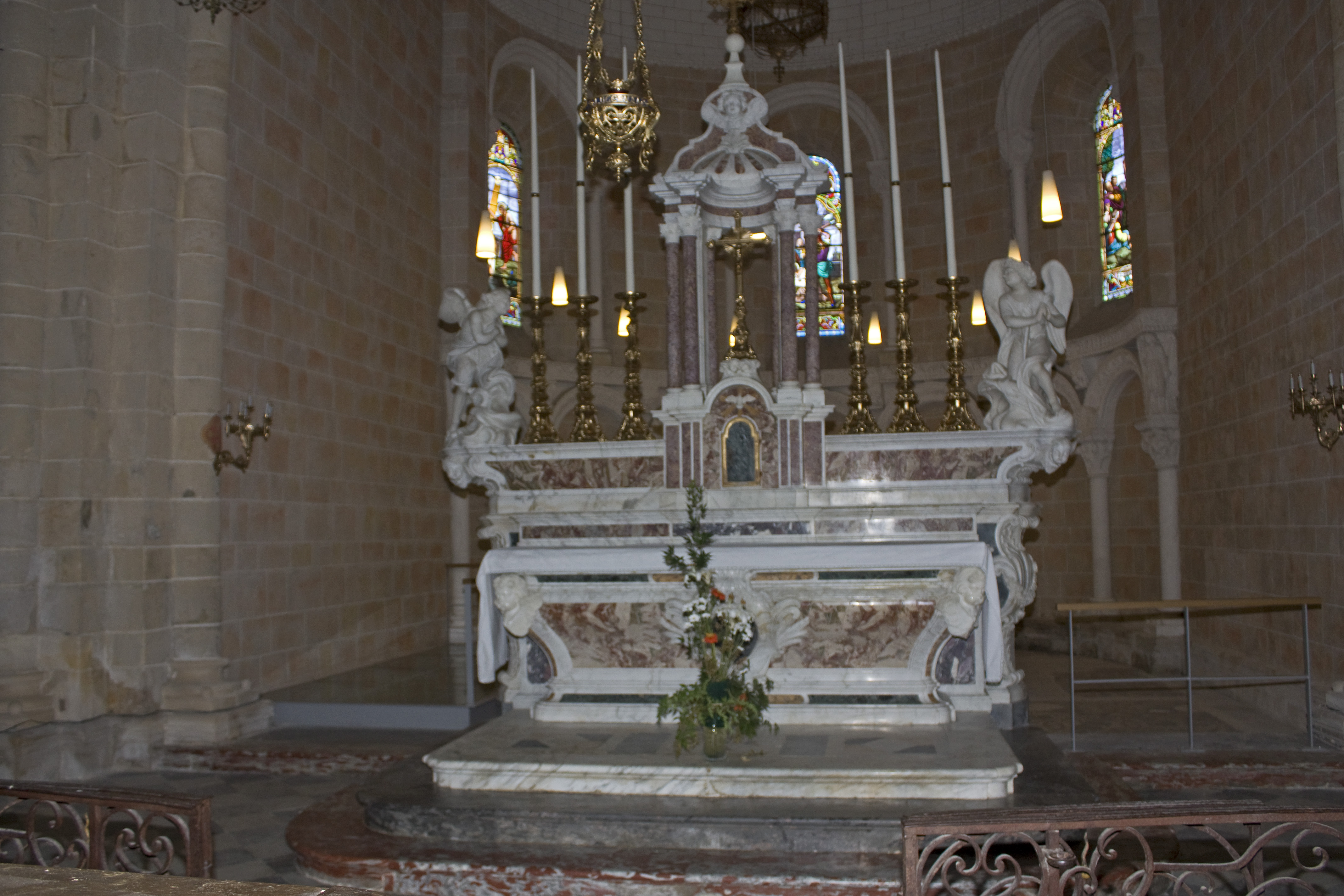
Le maître-autel.
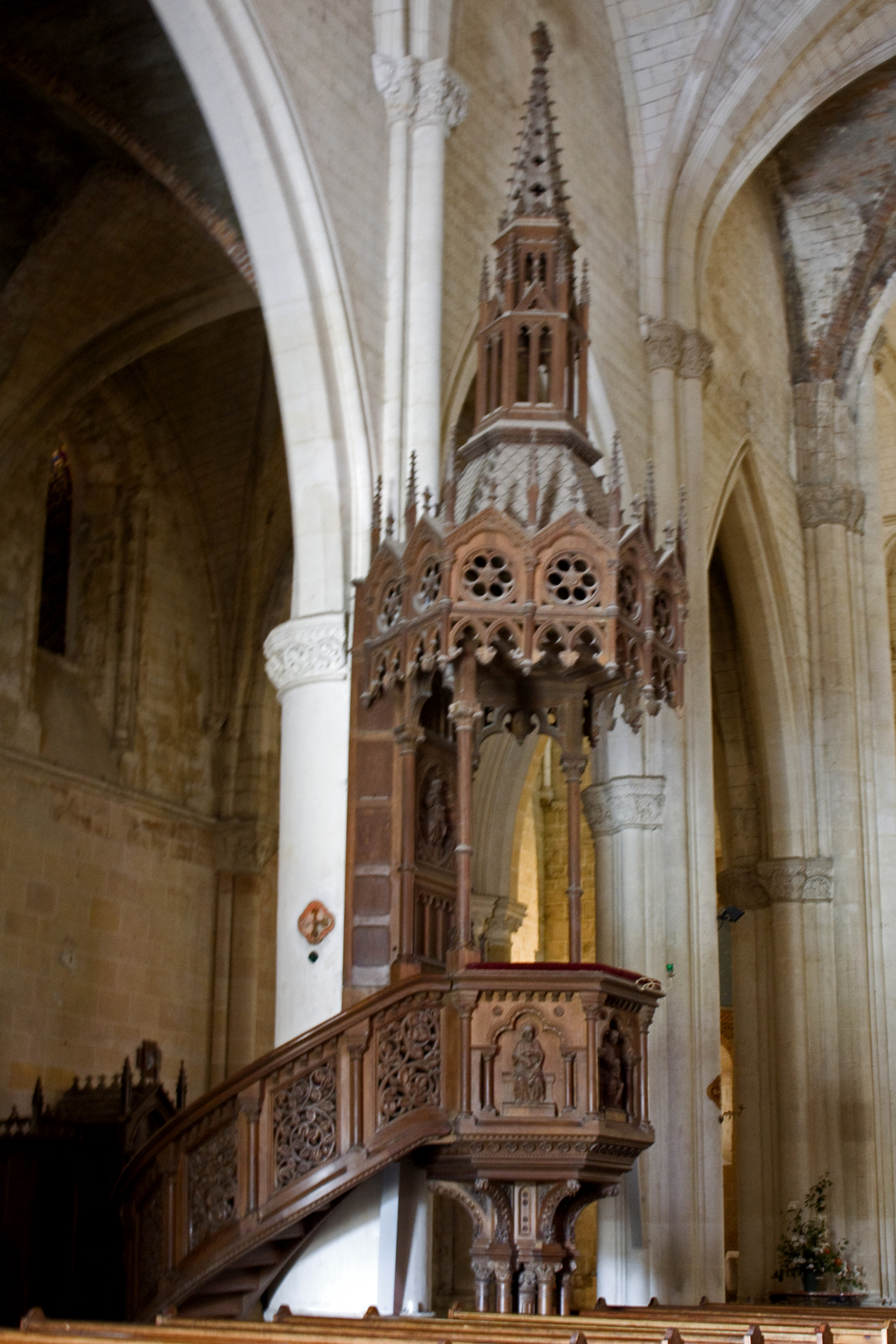
La chaire.
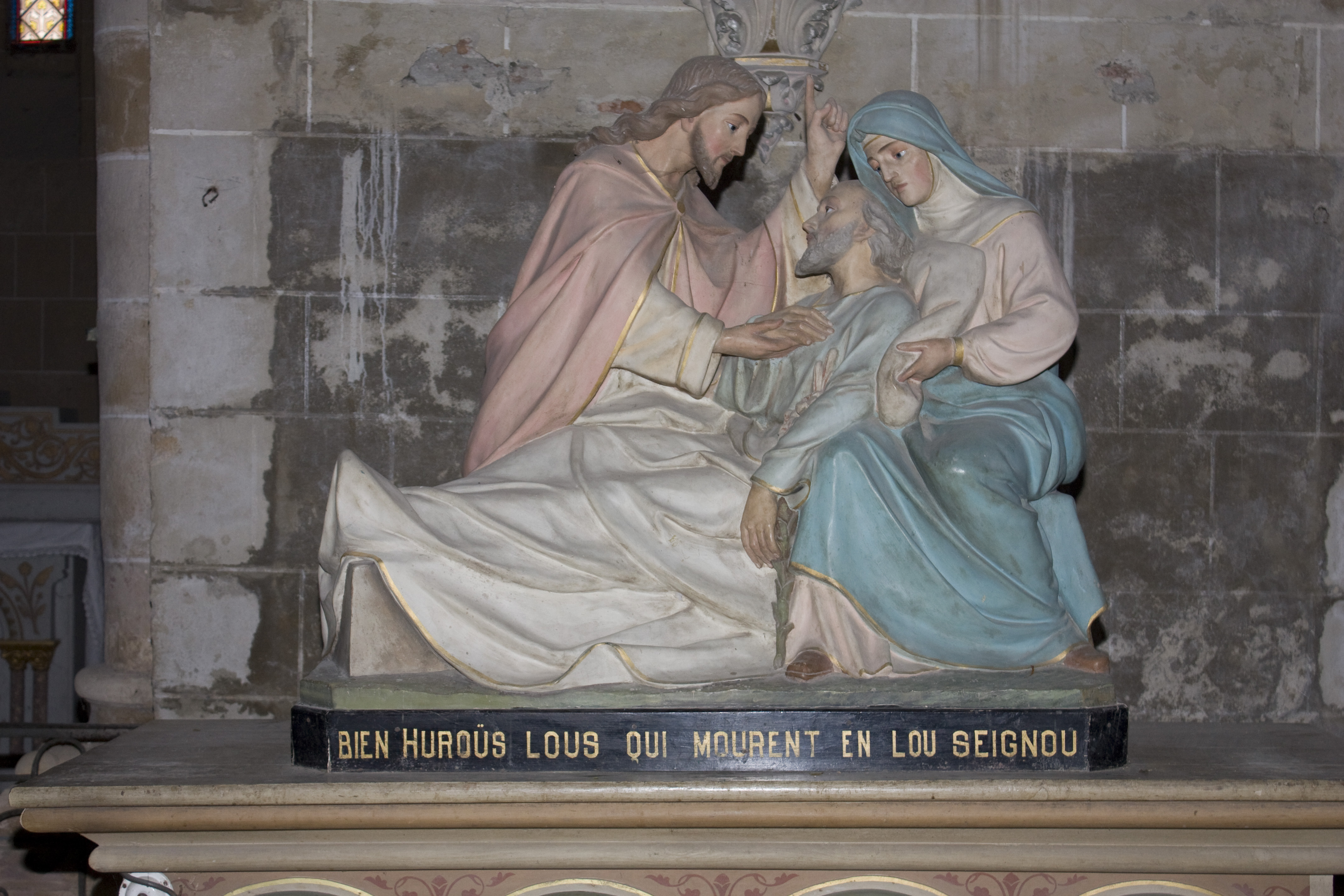
Déploration du Christ (XIXe siècle). Inscription en occitan : « Bienheureux ceux qui meurent dans le Seigneur ».

### Logis des Abbés
Le bâtiment, flanqué d’une tour d’escalier polygonale, est construit sur les ruines de thermes romains des IIIe et IVe siècles. D’une galerie d’observation intérieure, la vue plonge sur les restes du système hypocauste et sur de très importants fragments de mosaïques.

### Monastère bénédictin
Des autres bâtiments abbatiaux détruits pendant les guerres de religion, restaurés au XVIIIe siècle, ne subsistent que des pans de murs envahis par la végétation. De la terrasse et de la galerie, belle vue sur le gave d’Oloron.

### Un évangile de pierre
La sculpture participe aux récits des prédicateurs qui en utilisent les symboles et les figures allégoriques pour évangéliser la population. Dans ces évangiles de pierre, les croyants, ne sachant pas lire le latin, s’initient à l’Ancien Testament et à la vie de Jésus.
Malgré les réfections des peintures au XIXe siècle, quelques sculptures du XIIe siècle ornent encore l’arc d’entrée des absidioles. Ce sont quelques frises de billettes mais surtout de quatre chapiteaux fortement restaurés. La plupart des têtes notamment sont en plâtre. Malgré les restaurations, le style rappelle le chapiteau de la décollation de saint Jean-Baptiste à l'abbaye de Saint-Sever.
Dans l’absidiole nord, il y a opposition entre une scène de la passion du Christ et l’évocation de son triomphe. Au nord, c’est l’arrestation du Christ, mains liées, tenu par un soldat, en présence de Judas et d’autres soldats. En haut du tailloir orné de palmettes, une inscription facilite l’interprétation. Au sud, le triomphe du Christ est évoqué par celui de Daniel dans la fosse aux lions, bénissant le Livre. La aussi, en haut du tailloir où une tête renversée crache des rinceaux, on voit un texte explicatif.
Dans l’absidiole sud, deux scènes de l’enfance du Christ ornent les chapiteaux. Au sud, la Vierge, encadrée par des anges, sert de trône de majesté à l’Enfant Jésus. Le tailloir est décoré de rinceaux. Au nord, c’est la Présentation de Jésus au Temple : la Vierge remet l’Enfant Jésus emmailloté au vieillard Siméon agenouillé, pendant que deux anges les poussent l’un vers l’autre. Les colombes rappellent l’offrande faite au temple. Le tailloir porte des masques crachant des rinceaux.

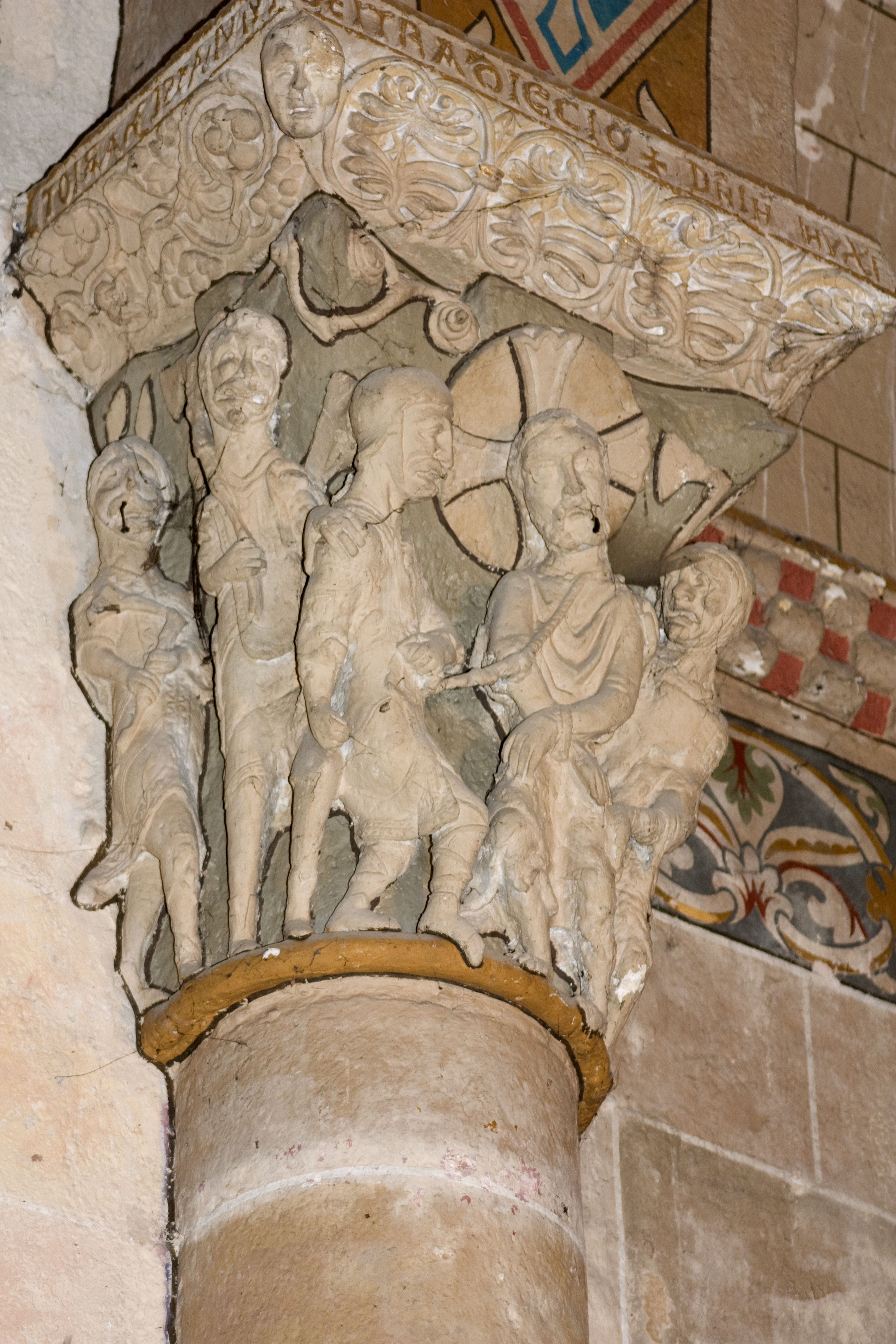
L'Arrestation du Christ, chapelle Saint-Joseph, collatéral nord.
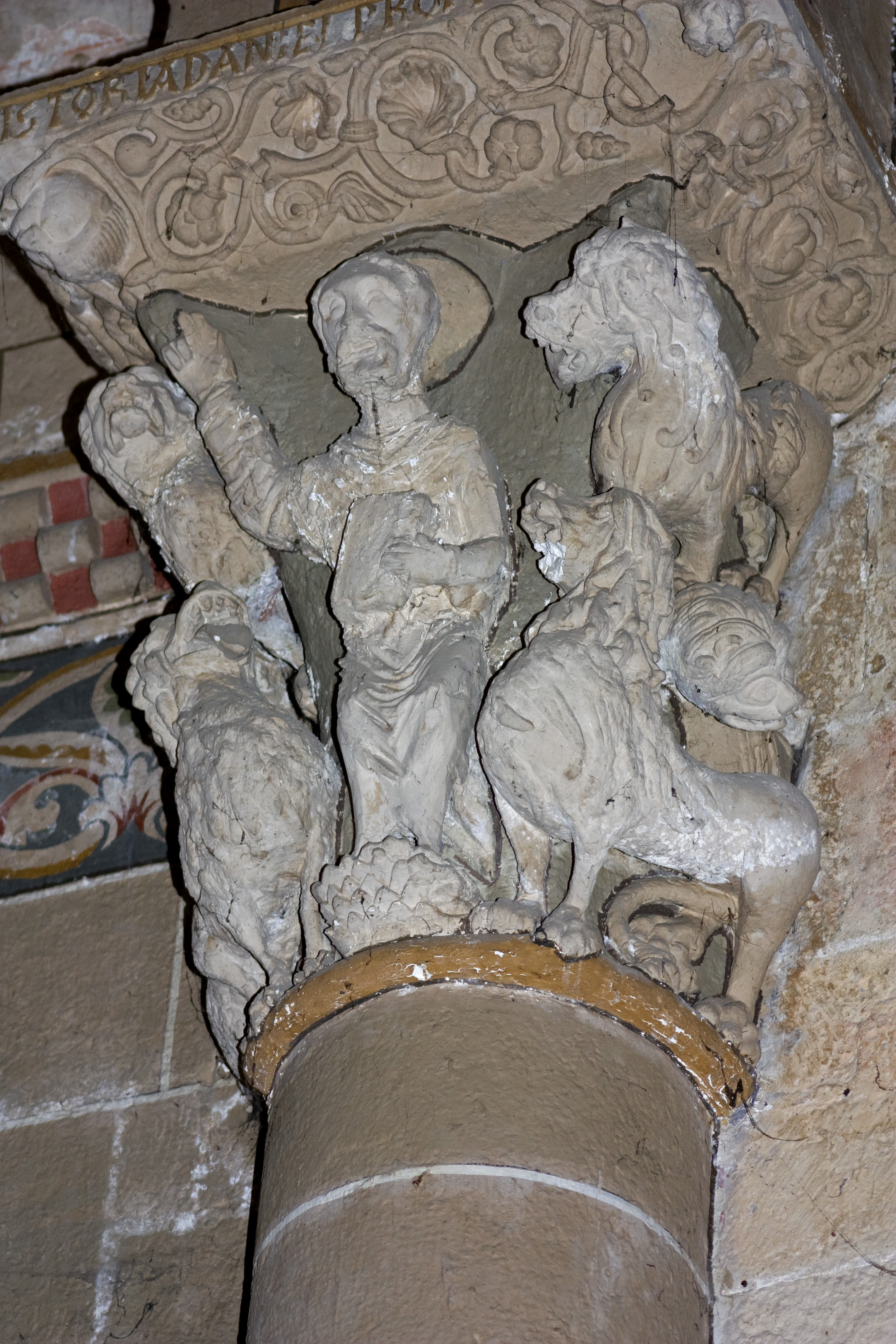
Le Prophète Daniel dans la fosse aux lions chapelle Notre-Dame, collatéral sud.
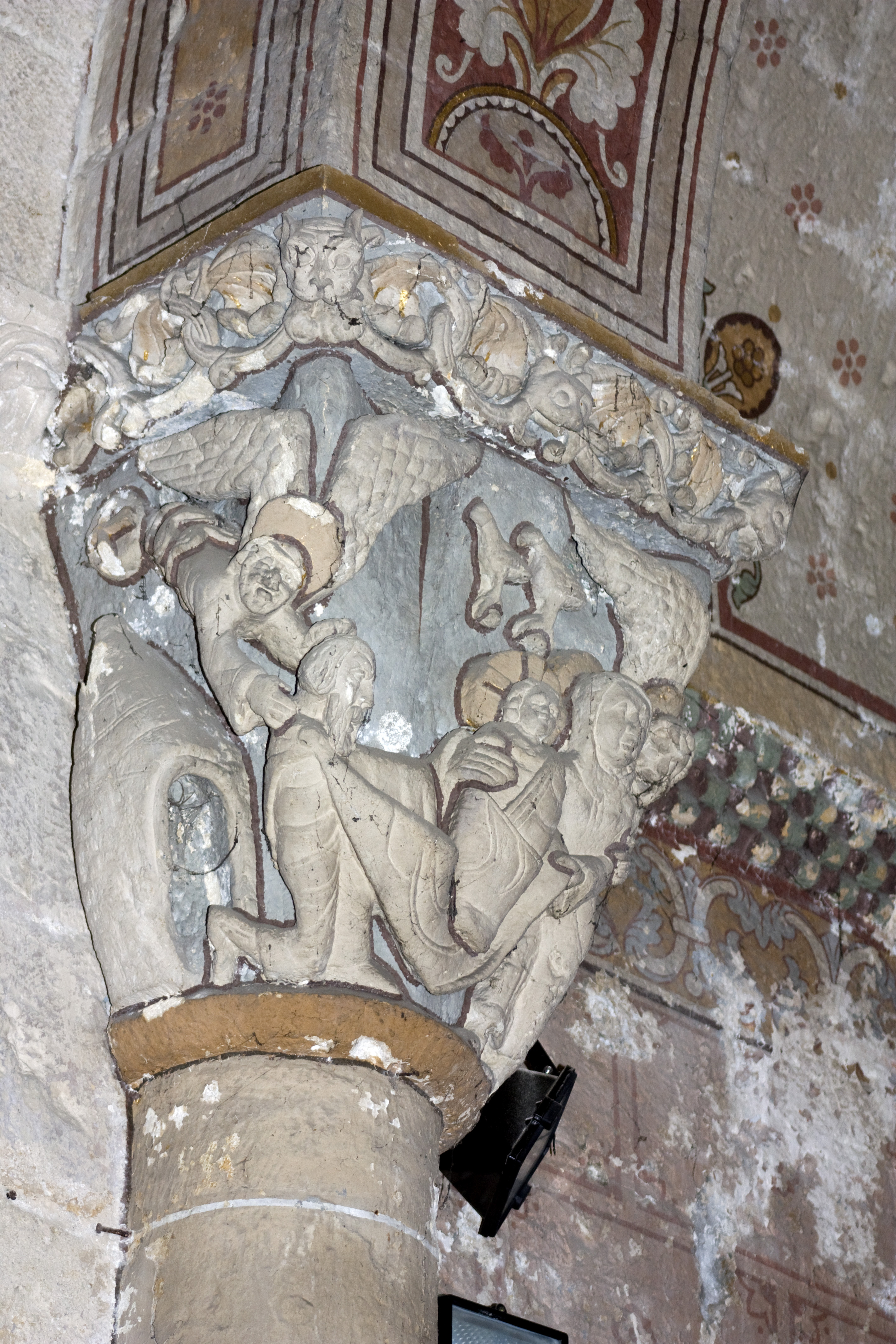
La Présentation de Jésus au Temple, chapelle Notre-Dame, collatéral nord.

### Les mosaïques
L’art au Moyen Âge proposait une vision colorée de l’intérieur et même parfois de l’extérieur des églises : pavements en mosaïque, peintures murales et vitraux polychromes. La mosaïque fut en particulier très utilisée par les romains puis par l’art byzantin et enfin par l’art roman.
Situées derrière le maître autel, les mosaïques de l’abbaye datant de la fin du XIe et du début du XIIe siècle pavaient entièrement l’abside, tout comme à Saint-Sever. Elles ont dû être dissimulées au XVIIe siècle et sont redécouvertes à l’occasion de réparations en 1869.
Elles sont composées de huit panneaux inégalement restaurés. Cinq d’entre eux comportent des variations sur les thèmes des rinceaux de feuillages — tels les acanthes ou la vigne — ou bien des cercles contenant des fleurs. Sur un panneau, des rectangles remplis de nœuds d’entrelacs sont entourés d’une tresse. Un autre est composé d’une grande rosace géométrique, formée à partir de cercles et de demi-cercles, délimitant quatre compartiments garnis de groupes d’animaux : deux paires de félins dos à dos, les queues entrelacées, une paire d’aigles aux ailes déployées et un chien poursuivant un lièvre.
Il est probable que les mosaïques de Sorde et de Saint-Sever proviennent du même atelier. La technique et la composition sont identiques et les thèmes semblables, imitation de motifs antiques. Elles s’apparentent également à celles de Lescar, Moissac et Layrac.

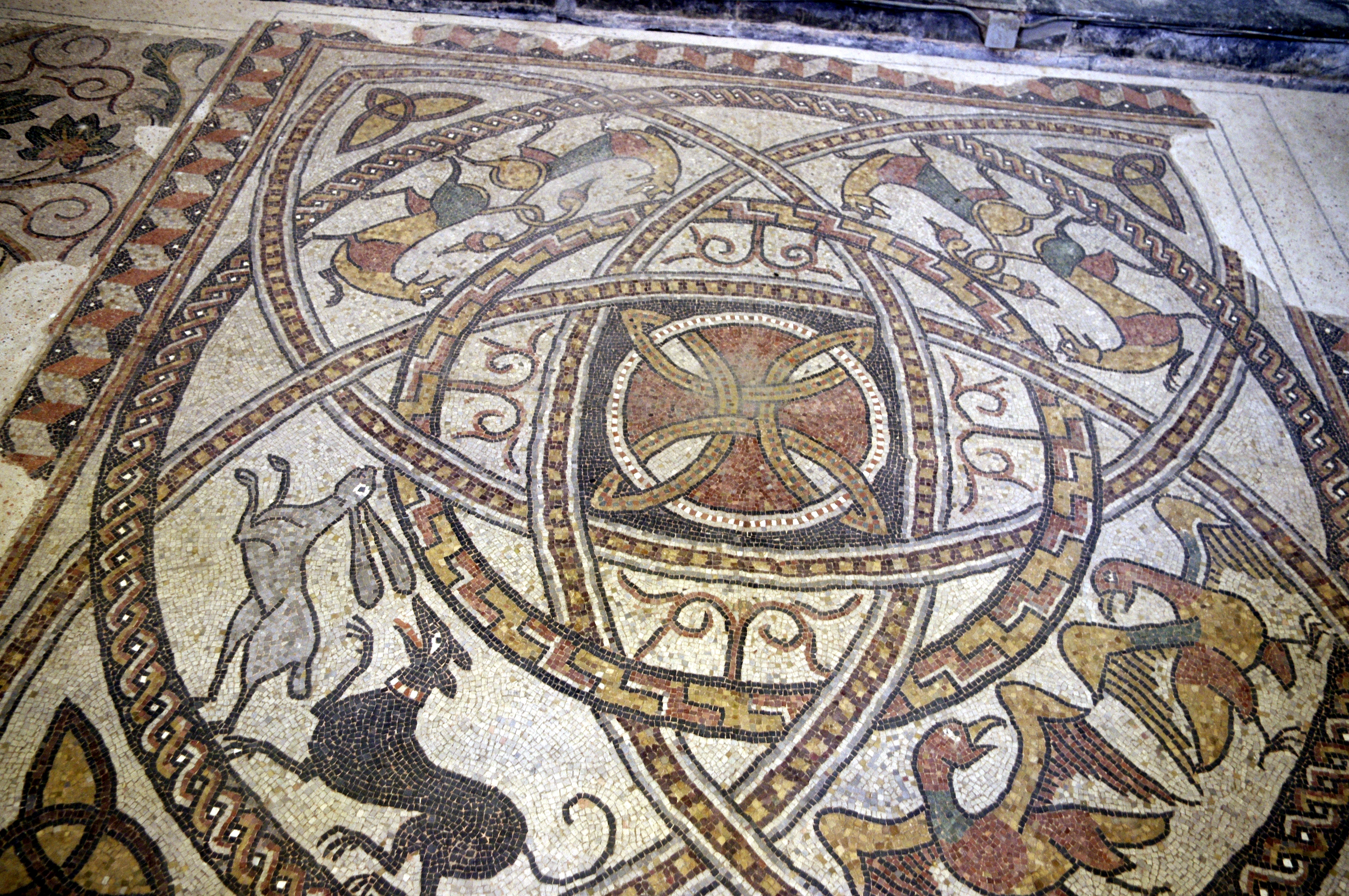
Mosaïque romane dans le chœur de l'église. Un chien poursuivant un lièvre, deux aigles, deux paires de félins les queux entrelacées et au centre une rosace géométrique.
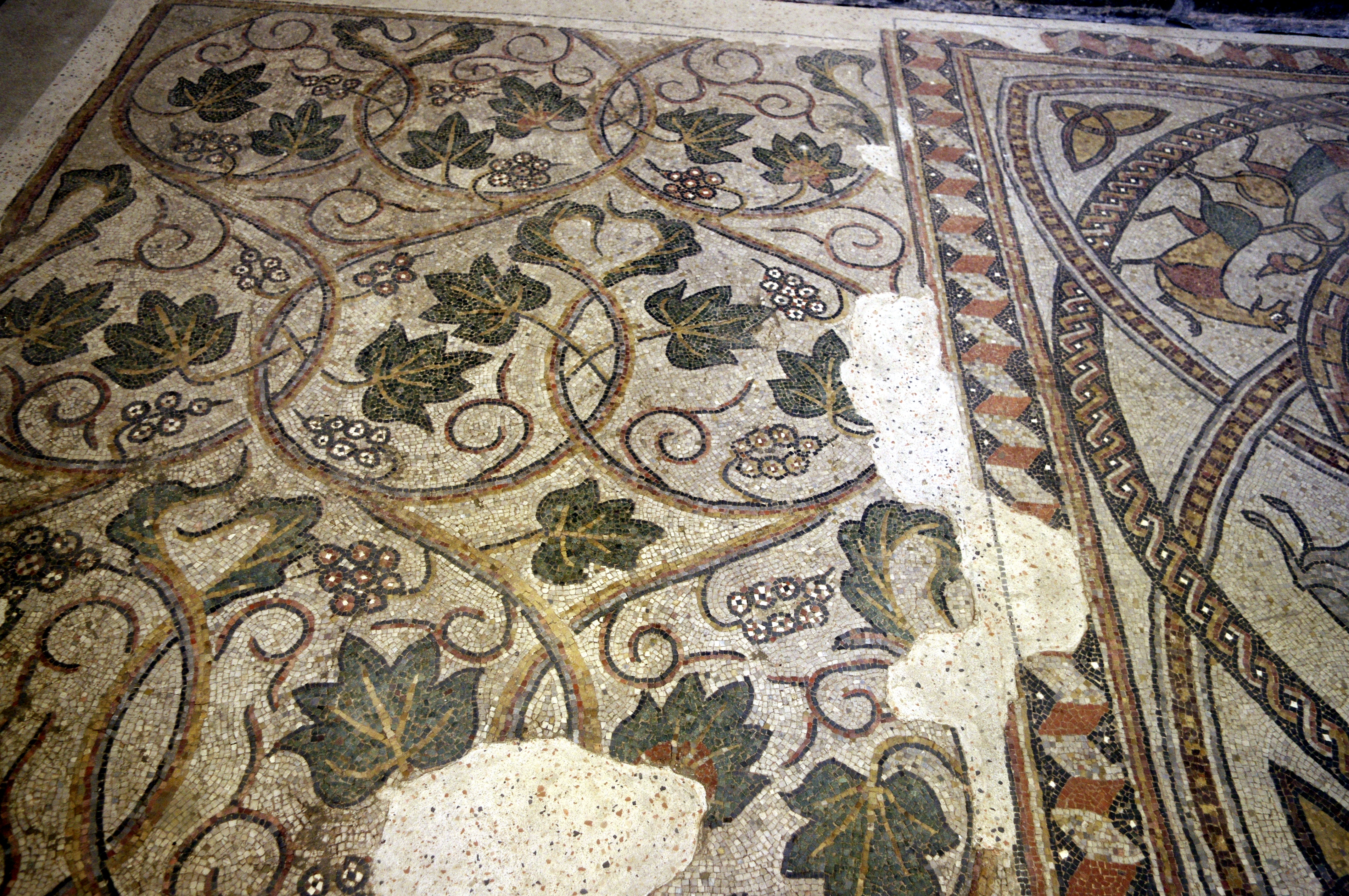
Entrelacs de rinceaux de vigne. À droite un bout du panneau suivant représentant des animaux.
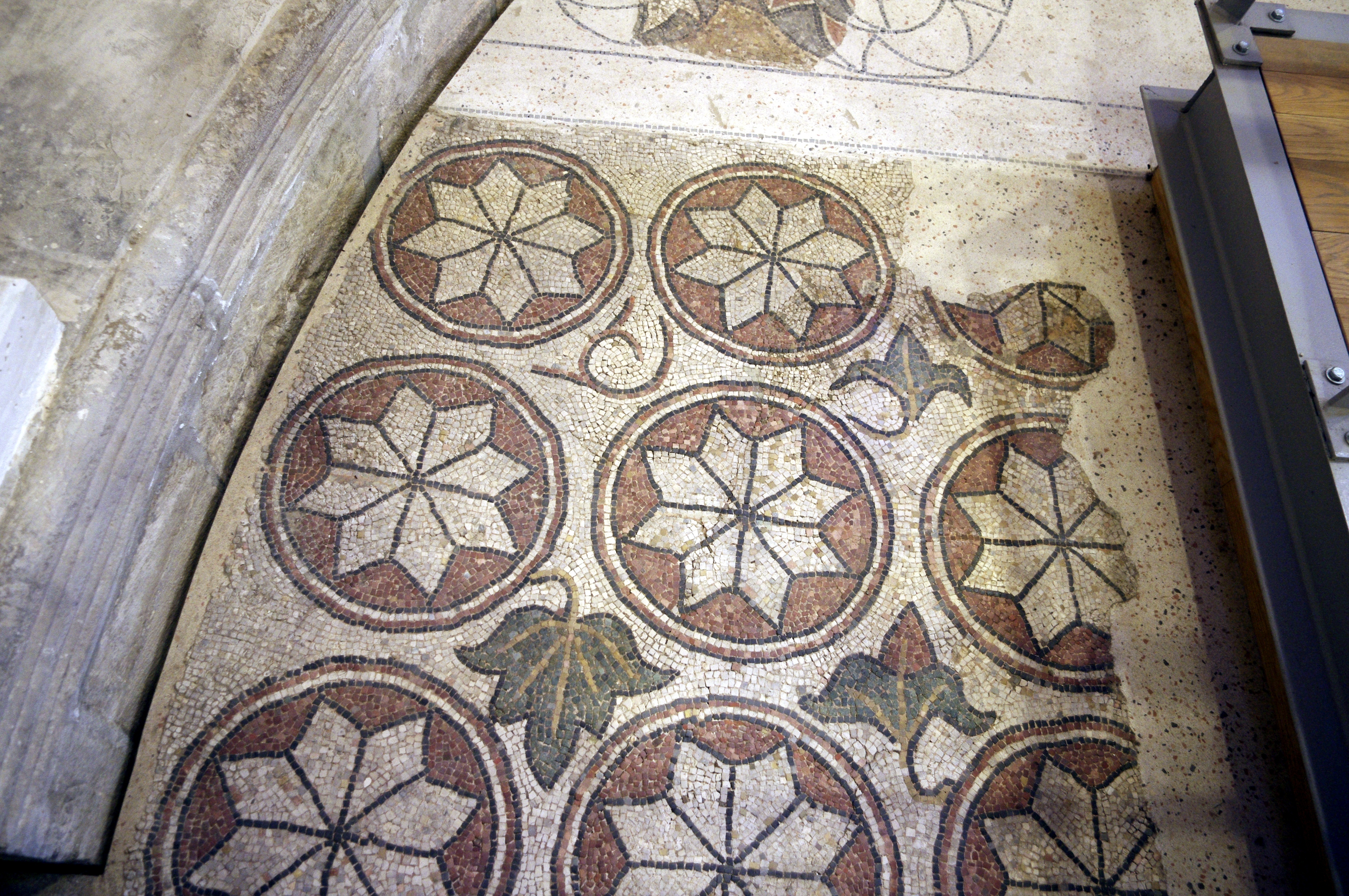
Cercles ornés d'étoiles à huit branches et feuilles de vigne.

## Abbé
- 1725-17.. : Louis de Montesquiou d'Artagnan (?-apr.1725), également abbé d'Artous et Mazan, frère cadet de Pierre de Montesquiou d'Artagnan (1640/45-1725) maréchal de France.